# Маццева

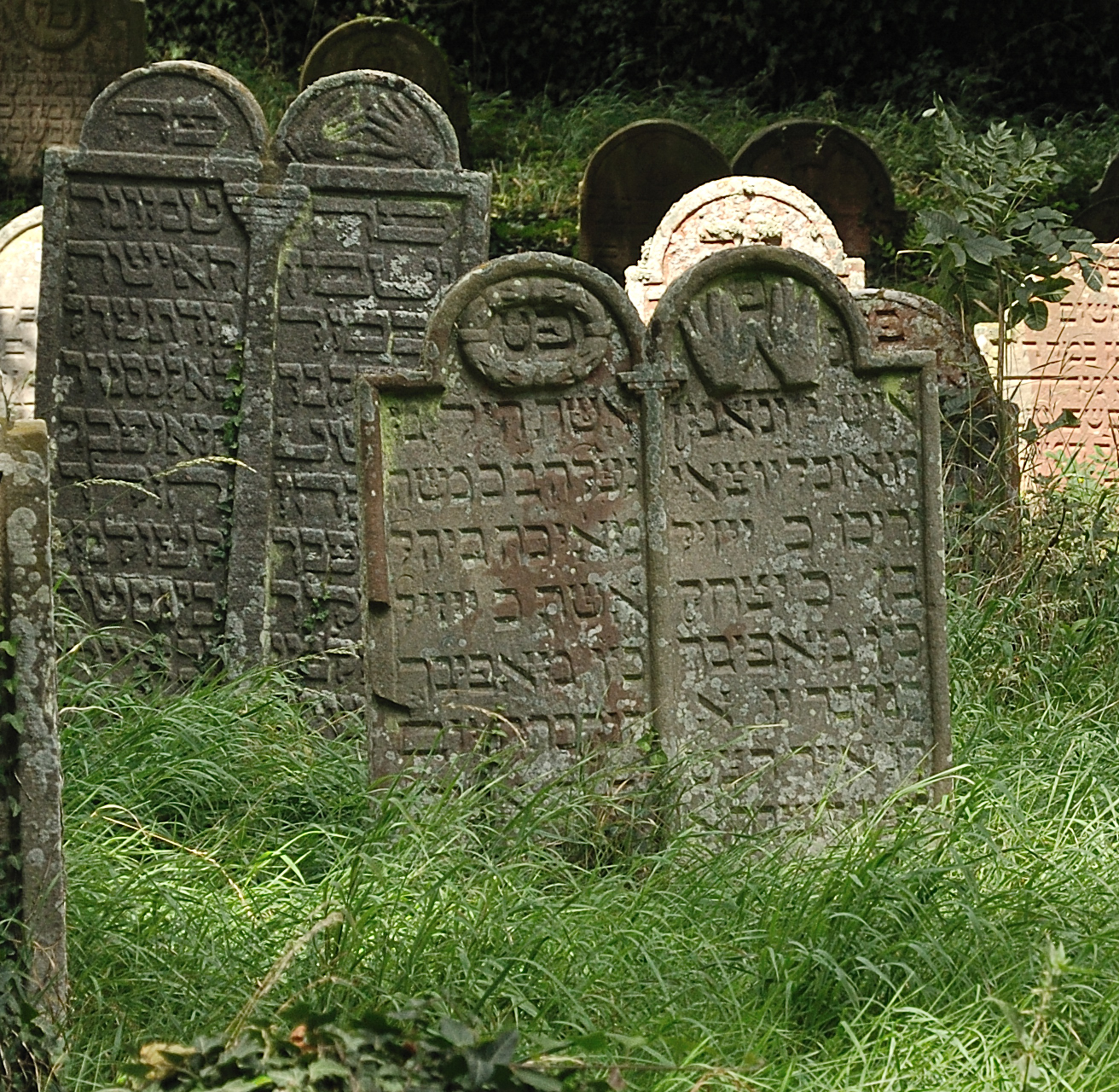
Мацевот на еврейском кладбище Эсслингена

Маццева, также маццеба или мацева (др.-евр. מצבה‬; «поставленное, воздвигнутое»; мн. ч. маццевот или маццебот), — еврейский могильный памятник в виде стоячего камня. Законоучители считали, что отмечать всякую могилу каким-нибудь знаком прямо предписывается библейским законом. В Библии слово ציון‬ (знак; 2Пар. 23:17; Иез. 39:15) употреблено без определения, чем именно был этот знак. Библейское слово מצבה‬ (маццева) — это «памятник», воздвигнутый для целей культа или в память важных событий и договоров, или над могилами.
У древних евреев был также обычай ставить над могилой камень, обливавшийся известью, — чтобы, главным образом, предостерегать прохожих от соприкосновения с могилой. С XVI века существует обычай ставить маццеву по истечении 12 месяцев после погребения.

## Название
Название «маццева», вероятно, основано, на мидраше, который толкует слово מצבה (Быт. 35:14) в смысле памятника (נפש, בית), поставленного Иаковом на могиле Рахили:

И поставил Иаков памятник на месте, на котором говорил ему [Бог], памятник каменный, и возлил на него возлияние, и возлил на него елей; и нарек Иаков имя месту, на котором Бог говорил ему: Вефиль (евр. Бет-Эль).— Быт. 35:14 / Синодальный перевод
Слово это встречается и в других семитских языках (по-финикийски מנצבת и מצבת, по-пальмирски מצבא, по-минийски מצב, по-арабски nusub и mansab, по-ассирийски nasabati).

## В Библии
Маццева в Библии (מצבה; «поставленное, воздвигнутое») — камень, воздвигнутый для целей культа (Быт. 35:14) или в память важных событий (24:4) и договоров (31:45), или над могилами (35:20). Если маццева назначалась для культа, на её верхушку наливали елей (Быт. 28:18; а по Быт. 35:14, по-видимому, поливали также вином).
Примечательно, что впервые маццева в Библии упоминается в связи с Иаковом; ни об Аврааме, ни об Исааке не рассказывается, чтобы они где-либо ставили маццеву. Иаков — согласно библейским рассказам — первым поставил маццеву не только для целей культа (в Бет-Эле), но и в память договора (с Лабаном, в Мицне Гилеадской, Быт. 31:45) и над могилой Рахили (35:20).
Двенадцать маццев вблизи алтаря — в память заключённого Богом договора с израильским народом — поставил Моисей у подножия Синайской горы (Исх. 24:4). Приблизительно такое же значение имели 12 камней, поставленных Иисусом Навином в Галгале после перехода израильтян через Иордан (Нав. 4:20; по 9, эти камни были поставлены в самом Иордане). В обоих случаях число 12 обозначало 12 колен израильских.
Другого характера была маццева, поставленная Авессаломом в Царской долине близ Иерусалима (2Цар. 18:18): она должна была служить ему памятником — взамен мужского потомства, которого он был лишён.
Маццева воздвигались, главным образом, в языческих капищах (במות), возле священных деревьев (אשדותI 1Пар. 14:23; 2Цар. 17:10), особенно в честь Ваала (II 2Пар. 3:2; 10:26, 27). Поэтому Моисеев закон запретил их (Лев. 26:1; Втор. 16:22) и предписал разрушить оставшиеся от языческих обитателей страны (Исх. 23:24; 34:13; Втор. 7:5; 12:3).

### Аналогии
Библейские критики сравнивают с маццевой так называемые у древних писателей βαιτύλια (в единств. числе также βαίτιλος), которые они этимологически производят от ביתאל, хотя звуки в обоих словах не вполне тождественны (в греч. слове τ не соответствует ת (θ), также υ не соответствует ê). По описанию классических авторов, baitylia были по большей части круглые и сравнительно маленькие камни (пядь в диаметре), упавшие с неба (то есть метеориты), относительно которых веровали, что они посланы каким-либо божеством, что в них обретает дух или демон (λίθοι έμψυχοι). Эта вера в «байтил» особенно процветала в Финикии и Сирии. Такого же происхождения, по мнению критиков, были и маццевы у древних евреев, хотя это в начале XX века не было доказано.
Ближе подходят к маццеве очень распространённые в древности «помазанные камни» (λίθοι λιπαροί; у христиан Камень помазания), которые почитались как символическое олицетворение самого божества или как наполненные божественной силой. По мнению Баудиссина, священные камни первоначально были символами горных вершин, на которых древние люди чувствовали себя ближе к божеству.
На основании рассказанного о Иакове (в Бет-Эле), Моисее (у подножия Синая), Иисусе Навине (в Галгале) и Исайе (Ис. 19:19: «В тот день будет стоять алтарь Господу посреди земли Египетской и маццева у её границы Господу») критики выводят, что первоначально маццев была законной принадлежностью израильского культа, но так как на эту маццеву перенесли обычаи и обряды языческих маццев, то пророки восстали против этого культа и благочестивые цари старались его искоренить (2Пар. 10:26; 18:4; 23:14).

## В Талмуде
По мнению рабби Якова Тама, талмудическое גולל означает маццеву, причём возле большого монументального камня лежали два меньшего размера — один у изголовья, а другой у ног; эти последние назывались דופק. Под именем «голел», по всей вероятности, понимали большой камень, похожий на мельничный жернов, закрывавший вход в пещеру-гробницу. Благодаря его круглой форме, человек мог легко отодвинуть его и открыть вход. Таким камнем был закрыт вход в пещеру адиабенской царицы в Иерусалиме (en), и к нему совершенно подходит еврейское название גולל.
Исаак, автор « Ор-Заруа», запрещает даже опираться на маццеву, тем более продавать её.

## Каббалистическое учение
В XVI веке, с усилением каббалистического движения, маццевам было придано особое мистическое значение; по взглядам каббалистов, они имеют мистическую связь с душой человека и содействуют её «очищению» (תקון הנפש).

## Надгробные эпитафии
В Талмуде о надписях на маццевах мало сведений. Одна барайта говорит, что тот, кто читает надпись, сделанную на маццеве, בתב שע״ג הקבד, теряет свою память.
Цунц предполагает (1845), что ещё в талмудическую эпоху существовал у евреев обычай снабжать маццевы эпитафиями. Леви приводит слово נפש в связь с греческим ψυχή, означающим обычное в то время изображение, символизирующее веру, что душа человека витает над тем местом, где похоронены его останки. Л. Лёв, однако, говорит, что надписи содержали лишь имя покойника и время его смерти.
Предание о том, что на могиле Иошуи бен-Нун было изображение солнца, носит легендарный характер.
Открытые Фирковичем древние эпитафии, изданные в особых сборниках Нейбауэром, Хвольсоном и самим Фирковичем, оказались большей частью поддельными, как доказал Гаркави.
В 1870-х годах между раввинами на западе разгорелся спор по вопросу, допустимо ли делать надписи на маццевах на других языках, кроме еврейского, и ставить пирамиды.